# Bill of Rights (1689)
 For alternative betydninger, se Bill of Rights. (Se også artikler, som begynder med Bill of Rights)
Bill of Rights (lov om rettigheder) var en række paragraffer, der skulle fastlægge det engelske parlamentets rettigheder over for den engelske konge. Den bliver regnet som en af de vigtigste dokumenter i den europæiske demokratiske udvikling, da en række frihedsrettigheder, som i dag anses som fundamentale for demokratiet, for første gang nævnes her.
Meget fra Bill of Rights er med i næsten samme form i en række forfatninger som den amerikanske.
Bill of Rights består af rettigheder, som er grundlæggende for indbyggere i et konstitutionelt monarki.